# Женская сборная Мальдив по баскетболу 3×3
Женская сборная Мальдив по баскетболу 3×3 представляет Мальдивы на международных соревнованиях по баскетболу 3×3. Управляющим органом является Баскетбольная ассоциация Мальдив (англ. Maldives Basketball Association).
По состоянию на 1 сентября 2024, женская сборная Мальдив по баскетболу 3×3 занимает 95-е место в мировом рейтинге ФИБА женских сборных по баскетболу 3×3.

## Результаты выступлений
| Турнир         | Золото | Серебро | Бронза | Всего |
| -------------- | ------ | ------- | ------ | ----- |
| Азиатские игры | —      | —       | —      | —     |
| Итого          | —      | —       | —      | —     |

### Азиатские игры
| Год          | Место                              | Игры                               | Победы                             | Поражения                          | Состав команды                                                                |
| ------------ | ---------------------------------- | ---------------------------------- | ---------------------------------- | ---------------------------------- | ----------------------------------------------------------------------------- |
| 2018         | участвовали, но дисквалифицированы | участвовали, но дисквалифицированы | участвовали, но дисквалифицированы | участвовали, но дисквалифицированы | участвовали, но дисквалифицированы                                            |
| Ханчжоу 2022 | 13                                 | 3                                  | 0                                  | 3                                  | Inasha Aishath, Zuha Ashraf Ali, Aishath Raaee Hamza, Fathimath E Hau Shameem |